# Grubosz szkarłatny

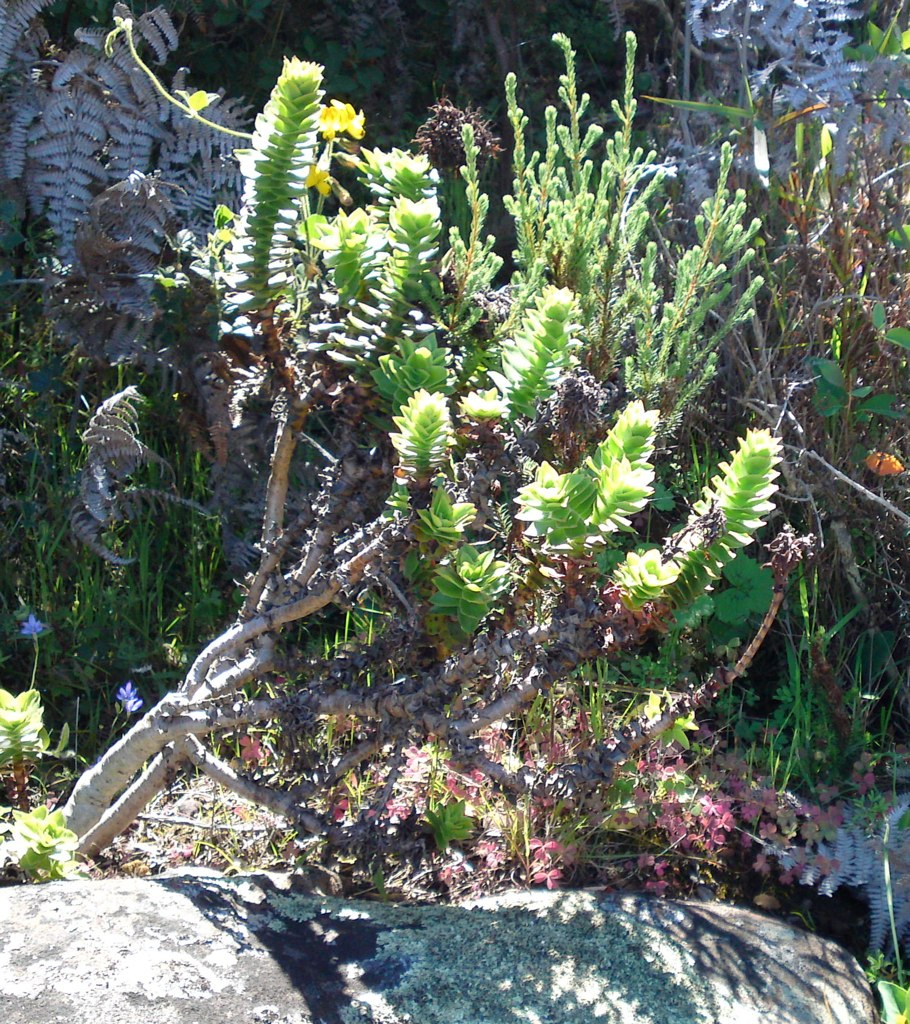
Pokrój dziko rosnącej rośliny na Górze Stołowej w okolicach Kapsztadu

Grubosz szkarłatny (Crassula coccinea L.) – gatunek rośliny z rodziny gruboszowatych.

## Pochodzenie i występowanie
Pochodzi z Republiki Południowej Afryki, gdzie występuje na obszarach skalistych Kraju Przylądkowego zazwyczaj w pobliżu wybrzeży. Jednym z najważniejszych obszarów występowania jest masyw Góry Stołowej, gdzie rośnie powyżej 800 m n.p.m. Grubosz ten jest uprawiany w wielu krajach świata jako roślina ozdobna. Do Europy sprowadzony na początku XVIII wieku przez Holendrów, skąd trafił w 1714 roku do Wielkiej Brytanii i reszty Europy.

## Morfologia
Pokrój
Wielopędowy, rozgałęziony sukulent o wzniesionych łodygach. W naturze osiąga do 40, a w uprawie 20–30 cm wysokości. Wraz ze wzrostem dolne liście usychają i tylko końcówki łodyg tworzą zielone kępy.
Liście
Zgrubiałe, szeroko lancetowate, ułożone na łodygach gęsto i naprzeciwlegle.
Kwiaty
Czerwone, gwiazdkowate, zebrane w wiechowate kwiatostany rozwijające się na szczytach pędów. W naturze kwitnie od grudnia do marca. Pojedyncze kwiaty mają ok. 1 cm średnicy. Najczęściej są zapylane przez motyle z rodzaju Aeropetes.

## Zastosowania  i uprawa
Roślina ozdobna, uprawiana zarówno jako roślina pokojowa jak i w ogródkach.
Potrzebuje stanowiska jasnego, częściowo nasłonecznionego. W okresach, w których temperatura nie spada poniżej 10 °C dobrze rośnie na zewnątrz. Preferuje podłoże piaszczysto-gliniaste z dodatkiem torfu. W Europie kwitnie w maju i czerwcu, wymaga do tego jednak obniżonych temperatur zimą. Po kwitnięciu należy rośliny przycinać. Rozmnaża się zarówno przez sadzonki wierzchołkowe jak i podział pędów.

## Synonimy
- Crassula versicolor Burch.
- Danielia coccinea (L.) Lem.
- Danielia versicolor Lem.
- Dietrichia coccinea (L.) Tratt.
- Dietrichia versicolor (Burch.) Eckl. & Zeyh.
- Rochea coccinea DC.

(na podstawie The Plant List